# Batrachorhina paraniviscutata
Batrachorhina paraniviscutata là một loài bọ cánh cứng trong họ Cerambycidae.